# آرتور پتیلنکو
آرتور پتیلنکو (اوکراینی: Артур Юрійович Петленко؛ زادهٔ ۱۶ ژوئیهٔ ۲۰۰۴) بازیکن فوتبال اهل اوکراین است.